# レン・ン
イー・レン・ン (Yi-Ren Ng、1979年9月21日-) はマレーシア出身のアメリカの科学者で、カリフォルニア大学バークレー校情報工学部准教授。彼はカリフォルニア州マウンテンビューを拠点とするベンチャー企業ライトロ社の創業者、会長兼CEOであった。ライトロ社はスタンフォード大学でのンの卒業研究に基づき、消費者向けライトフィールドカメラを開発していた。同社は2018年3月下旬に事業を停止した。

## 経歴
ンはマレーシアに生まれ、9歳の時にオーストラリアに移住した。そしてスタンフォード大学で2001年に数学とコンピューターサイエンスの学士号を、2002年にコンピューターサイエンスの修士号を、2006年にコンピューターサイエンスの博士号を取得した。彼の「Digital Light Field Photography」と題する博士論文は、2006年に米国計算機学会の博士論文賞を受賞した。

## ビジネスキャリア
ンはスタンフォード大学在学中の2000年6月から9月と、2003年6月から9月にマイクロソフトでインターンを経験した。2006年に卒業した後、ンはライトロを創業し、6年以上CEOを務めた。2012年6月29日、彼は会社の日常業務から離れ会社のヴィジョンに時間をとるために、CEOを退任すると発表した。彼は会長となりライトロに常勤した。ライトロの新しいCEOとしてニング社CEOであったジェイソン・ローゼンタールをンが長期の外部調査の末2013年3月に指名するまで、それまでの会長チャールズ・チーが暫定CEOを務めた。

## 学術
2013年にンは、35歳以下の優れた画像研究者を対象とした英国王立写真協会のセルウィン賞を受賞した。
2015年7月、ンはカリフォルニア大学バークレー校工学部情報工学科准教授となった。